# Jacques-Marie Deschamps
Jacques-Marie Deschamps (Parigi, 1750 – 1826) è stato un commediografo, librettista e scrittore francese.

## Biografia
Durante il primo Impero francese fu secrétaire des commandements di Giuseppina di Beauharnais Segretario dei Comandamenti e rimase al suo servizio dopo che ella divorziò da Napoleone.
Rappresentò la Revanche forcée (1792),Piron chez ses amis (1792), Poinsinet ou que les gens d'esprit sont bêtes (1793), Dufresny ou le Mariage impromptu (1796) al Théâtre du Vaudeville e altre opere scritte in collaborazione con Barré, Radet, Desfontaines, Desprez, l'opéra-comique Claudine (1794), alcuni oratori ed altre forme di intrattenimento.
Scrisse il testo del Hymne à l'Étre Suprême cantato dai bambini il giorno 20 prairial (mese della rivoluzione francese) dell'anno II.
Rappresentò, al Théâtre des Arts, Le Pavillon du Calife, ou Almanzor et Zobéïde, opera in due atti e in versi liberi, in collaborazione con Jean-Baptiste-Denis Despré ed Étienne Morel de Chédeville, su musica di Nicolas Dalayrac, il 12 aprile 1804 (22 germinal anno XII). Questa opera ebbe solo tre rappresentazioni.
Tradusse, tra gli altri, anche dei romanzi dalla lingua inglese come A Simple Story di Elizabeth Inchbald (1796, 2 vol. in-8°) e scrisse una versione in francese in versi de Il bardo della Selva Nera di Vincenzo Monti, (1807, in-8°).
Scrisse anche il libretto per l'opera Ossian, ou Les bardes, di Jean-François Lesueur (1804) e collaborò con il Journal littéraire di Clément de Dijon.